# Zechsteinzee

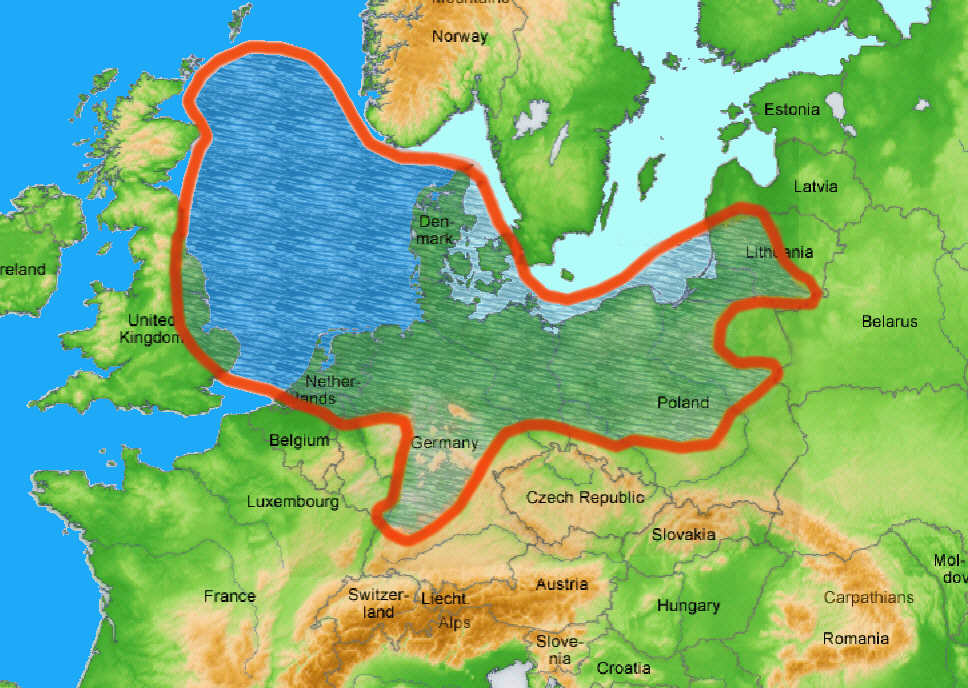
de locatie van de Zechsteinzee

De Zechsteinzee was een ondiepe binnenzee die zich ongeveer 260 miljoen jaar geleden (in het Perm) over het tegenwoordige Noordwest-Europa uitstrekte. In deze zee werden de evaporiet- en kleiafzettingen van het Zechstein gevormd, die vooral in de ondergrond van Nederland, de Noordzee en Noord-Duitsland prominent aanwezig zijn.
De Zechsteinzee was in het zuiden door nauwe verbindingen met de Tethysoceaan verbonden. Door tektonische opheffing konden deze verbindingen soms afgesloten raken. Als gevolg van het aride klimaat dat in het Zechstein op deze locatie heerste vond dan op grote schaal verdamping plaats waardoor in het water opgeloste zouten neersloegen, en de lagen evaporiet vormden. Wanneer er een nieuwe verbinding met de oceaan ontstond, vulde de Zechsteinzee zich weer en werden kleilagen afgezet. De afwisseling van kleilagen met evaporieten is typisch voor het Zechstein.